# Speranța
Speranța este un film românesc din 1979 regizat de Șerban Creangă. Rolurile principale au fost interpretate de actorii George Șofrag, Val Săndulescu, Valeria Seciu.

## Distribuție
Distribuția filmului este alcătuită din:
- Gabriel Iencec — Covalschi
- Constantin Dinescu
- Sabin Făgărășanu
- Mihai Badiu
- Valeria Seciu — Maria Cîmpineanu
- Ion Anghel
- Dorina Lazăr — Femeia tunsă
- Mircea Cosma
- Ovidiu Schumacher — Mitu Cârligeanu
- Dana Dogaru — Ana
- Doru Ana — Cerșetorul orb
- Ernest Maftei
- Val Săndulescu — Nae Georgescu
- Gelu Colceag — Ion Avădanei
- Anton Tauf
- Iulian Necșulescu — Comisarul de poliție
- Marian Hudac — Borcea
- George Șofrag — Ștefan Gheorghiu
- Copel Moscu — Neamțul
- George Constantin — Constantin Dobrogeanu-Gherea
- Constantin Codrescu — Radovici
- Florin Zamfirescu
- Gheorghe Gîmă — Secretarul de partid
- Ildiko Codrescu
- Mihai Mălaimare
- Maricel Laurențiu
- Valeriu Arnăutu
- Ruxandra Sireteanu
- Gelu Nițu
- Dan Nuțu — Basile Talpă
- Carmen Galin — Sora Yvonne
- Octavian Cotescu — I.C. Frimu
- Florin Călinescu — Foamete

## Primire
Filmul a fost vizionat de 1.493.452 de spectatori în cinematografele din România, după cum atestă o situație a numărului de spectatori înregistrat de filmele românești de la data premierei și până la data de 31 decembrie 2014 alcătuită de Centrul Național al Cinematografiei.